# Leerlaufhandlung
Leerlaufhandlung (engl.: vacuum activities) ist ein Fachbegriff der vor allem von Konrad Lorenz und Nikolaas Tinbergen ausgearbeiteten Instinkttheorie der klassischen vergleichenden Verhaltensforschung (Ethologie). Er bezeichnet jene Instinktbewegungen, die von einem angeborenen Auslösemechanismus in Gang gesetzt wurden, ohne dass der Beobachter einen Schlüsselreiz nachweisen konnte. Die Bezeichnung Leerlaufhandlung wurde von Konrad Lorenz in die Ethologie eingeführt. Er beschrieb eine Leerlaufhandlung erstmals in den 1930er-Jahren aufgrund von Beobachtungen an einem von Hand aufgezogenen Star.
Anstelle von Leerlaufhandlung wird heute eher von Leerlaufbewegungen gesprochen, da als Handlung in der Regel nur „willentlich gewähltes Verhalten“ bezeichnet wird: „Der Begriff der Handlung beinhaltet Verhaltensweisen, für die wir uns entscheiden und die wir absichtlich ausführen.“

## Die Funktion der Leerlaufbewegungen innerhalb der Instinkttheorie von Konrad Lorenz
„Mein altes Vorlesungsbeispiel des ‚Leerlaufs‘ ist das Verhalten eines Stares, an dem ich als Gymnasiast das Phänomen entdeckte. Von einer hohen Warte aus blickte der Vogel gespannt nach der weißen Decke des Zimmers empor, als ob dort Insekten flögen, flog dann ab, schnappte in der Luft zu, kehrte auf seine Warte zurück, vollführte die Bewegung des Totschlagens von Beute, schluckte und verfiel danach in Ruhe. Es dauerte lange, ehe ich mich endgültig davon überzeugt hatte, daß in jenem Zimmer keinerlei winzige, meinem Auge unsichtbare Kerbtiere herumflogen.“

Die Lorenz’sche Instinkttheorie unterstellt einen stetig fließenden Fluss von aktionsspezifischer Energie („Triebenergie“), der ursächlich verantwortlich sei für eine spezifische Handlungsbereitschaft eines Tieres (zum Beispiel zur Flucht, zum Jagen oder zur Paarung). Ferner wird in der Theorie festgelegt, dass die aktionsspezifische Energie kontinuierlich zunimmt (sich gleichsam anstaut), wenn die zugehörige Endhandlung ausbleibt, wenn also zum Beispiel kein Feind, keine Beute, kein Sexualpartner den Weg kreuzt. Das Ansteigen der aktionsspezifischen Energie (der Erregung) erkenne der Beobachter daran, dass das Tier unruhig werde und aktiv nach einer passenden, auslösenden Reizsituation suche (Appetenzverhalten). Als Beispiel für solches Appetenzverhalten könnte eine Löwin gelten, deren letzte erfolgreiche Jagd längere Zeit zurückliegt, so dass sich in ihr kontinuierlich aktionsspezifische Energie für Beutemachen ansammelt – mit der Folge, dass sie daher von Tag zu Tag suchender umherstreift. Lorenz legt in seiner Instinkttheorie schließlich drittens fest, dass bei längerfristigem Ausbleiben einer adäquaten Reizsituation, also bei einem Stau der Erregung, eine „Schwellensenkung“ auftrete: Das Tier reagiere bei einem solchen Triebstau auf immer unspezifischere Auslöser mit der Endhandlung. Ein Beispiel hierfür wäre ein Hund, der mangels läufiger Hündinnen am Bein seines Herrchens oder auf einem Putzlappen eindeutige Begattungsbewegungen ausführt oder – ein zweites Beispiel – der die Pantoffeln seines Herrchens packt und zugleich seinen Kopf heftig hin und her schüttelt – ein wohlgenährter Hund, der niemals selbst Beute machen muss, zeige hier im Leerlauf eine Verhaltensweise („Totschüttel-Bewegung“), die einem im Maul befindlichen Kaninchen umgehend das Genick brechen würde.
Da der Instinkttheorie von Konrad Lorenz zufolge die aktionsspezifische Erregung nur durch eine spezifische Endhandlung (zum Beispiel Fliehen, Beute fassen, Geschlechtsverkehr), also durch Ausagieren herabgesetzt werden kann, stellt sich folgende Frage: Wie verhält sich ein Tier, das extrem lange Zeit eine bestimmte aktionsspezifische Energie nicht abbauen kann? Für diesen Fall trifft die Theorie eine Vorhersage: Die Endhandlung werde dann im „Leerlauf“ ablaufen, also trotz des Fehlens eines nachweisbaren spezifischen Reizes, d. h. ohne Schlüsselreiz.

## Kritik
Konrad Lorenz hat seinen Veröffentlichungen zufolge die ersten Leerlaufbewegungen schon als Gymnasiast bei einem zahmen Star beobachtet. Seinen Beschreibungen zufolge ist der von Hand gefütterte und daher durchweg satte Vogel immer wieder von seinem Ruheplatz gegen die Zimmerdecke geflogen, hat in der Luft zugeschnappt, als ob er dort Fliegen fing, kehrte zu seinem Ruheplatz zurück und vollführte dort eine Schluckbewegung. Solche anekdotischen Tierbeobachtungen können durchaus von wissenschaftlichem Interesse sein, sofern sie zum Ausgangspunkt einer systematischen Analyse der Beobachtungen gemacht werden. In ihrer kritischen Auseinandersetzung mit der Instinkttheorie von Konrad Lorenz kam die Bonner Verhaltensbiologin Hanna-Maria Zippelius 1992 jedoch zu dem Schluss:
„In der verhaltenskundlichen Literatur werden allerdings Leerlaufhandlungen als einmalig auftretenden Ereignisse beschrieben, noch dazu ohne genaue Angaben über die Bedingungen, unter denen sie beobachtet wurden.“
Gemeint ist: Je nachdem, welches theoretische Konzept ein Beobachter von Tieren seinen Untersuchungen zugrunde legt, können sich unterschiedliche Konsequenzen für die Deutung der Ergebnisse ergeben. Zum Beispiel kann ein Beobachter von der theoretischen Grundlage ausgehen, „daß ein Verhalten dann und nur dann auftreten kann, wenn die Bereitschaft und die spezifische Umweltsituation gegeben sind.“ Beobachtet man dann ein bestimmtes Verhalten, ohne dass die spezifische Umweltsituation gegeben ist, so müssen Überlegungen angestellt werden, ob die auslösende Situation nur unvollständig beschrieben wurde. Auf der Grundlage des theoretischen Konzepts von Lorenz „sagt ein Beobachter möglicherweise sehr rasch, daß es sich um eine Leerlaufhandlung handelt.“
Prekär ist Zippelius zufolge an der Argumentation der an Lorenz orientierten Ethologen daher folgender Zirkelschluss: dass nämlich die Beobachtung von Leerlaufbewegungen als wesentliche Stütze der Hypothese einer kontinuierlich fließenden, aktionsspezifischen Energie und damit verbunden der „Spontaneität“ von Tierverhalten angesehen wird. Tatsächlich seien Leerlaufbewegungen aber „keine Stütze der Theorie“, sondern eine Folge der erwähnten theoretischen Grundannahmen (stetiger Fluss an aktionsspezifischer Energie, Appetenzverhalten, Schwellenwerterniedrigung).
Lorenz selbst bezeichnete das „Fluktuieren der Schwelle“ insbesondere bei Vermeidungsreaktionen (zum Beispiel Fluchtverhalten ohne Feindsichtung), als „ausgesprochen unzweckmäßg, ‚dysteleonom‘“, also als evolutionär unangepasst an die Anforderungen der Umwelt. Ein Beispiel für die Unverträglichkeit der Lorenz’schen Instinkttheorie mit grundlegenden Annahmen der Evolutionstheorie ist Zippelius zufolge insbesondere das Fluchtverhalten, das von Lorenz zu den Triebhandlungen gezählt wird. Ein unter günstigen Umständen lebendes Tier, das vor keinem Feind fliehen muss (eine Kuh auf der Weide oder die Maus in der katzenfreien Scheune) werde zum Spielball seines Appetenzverhaltens: Die behauptete Schwellenwerterniedrigung führe zur Suche nach einer auslösenden Situation (Feind), was zu dysteleonomen, energievergeudenden Fluchtreaktionen führe. Nach solchen Fluchtreaktionen sei zudem die bereitgestellte Energie verringert, was die Bedrohung durch wirklich gefährliche Objekte erhöhe.
Eine Alternative zur Instinkttheorie hatte bereits 1976 der österreichische Zoologe und Evolutionsbiologe Wolfgang Wieser beschrieben, angelehnt an die kybernetische Systemtheorie. Er beschrieb am Beispiel der Futtersuche das beobachtbare Verhalten nicht als triebgesteuert, sondern als Folge eines Ungleichgewichts von Soll- und Istwert und die Aktivitäten des Individuums als darauf zielend, die Differenz zwischen einer vorgegebenen und einer tatsächlich vorhandenen Systemgröße zu korrigieren. „Das Lokalisieren, Aufnehmen und Verzehren der Nahrung läuft dann nach einem mehr oder minder genau programmierten motorischen Plan ab, der Endhandlung, deren Ergebnis schließlich die Korrektur der Differenz zwischen Soll- und Istwerten der Nährstoffe im Regelzentrum des Tieres (bei Säugetieren im Hypothalamus des Zwischenhirnes) ist. Das Tier ist dann ‚satt‘ – aber nicht, weil sein Energiespeicher erschöpft, ein Antriebsvorrat aufgezehrt wurde, sondern – wenn schon ein angemessenes Gleichnis gewünscht wird – weil eine Frage beantwortet wurde.“ Das Regelzentrum stelle nämlich an die ausführenden Instanzen unermüdlich Fragen folgender Art: „Läßt sich die gemessene Diskrepanz zwischen Soll- und Istwerten nicht korrigieren.“

## Belege
1. ↑  Konrad Lorenz: Die Bildung des Instinktbegriffes. In: Die Naturwissenschaften. Nr. 19, 1937. Nachdruck in: ders.: Über tierisches und menschliches Verhalten. Aus dem Werdegang der Verhaltenslehre. Gesammelte Abhandlungen, Bd. 1. Piper, München 1965, S. 302.
2. ↑  Udo Rudolph: Motivationspsychologie. Beltz Verlag, Weinheim, 2003, S. 5
3. ↑  Konrad Lorenz: Vergleichende Verhaltensforschung. Grundlagen der Ethologie. Springer, Wien und New York 1978, S. 102, ISBN 978-3-7091-3098-8.
4. ↑  George W. Barlow: Fragen und Begriffe der Ethologie. Kapitel 15 in: Klaus Immelmann: Grzimeks Tierleben, Sonderband Verhaltensforschung. Kindler Verlag, Zürich 1974, S. 214.
5. ↑  Stichwort Leerlaufhandlung in: Klaus Immelmann: Grzimeks Tierleben, Sonderband Verhaltensforschung. Kindler Verlag, Zürich 1974, S. 631.
6. ↑  Konrad Lorenz: Vergleichende Verhaltensforschung. Grundlagen der Ethologie. Springer, Wien und New York 1978, S. 102. Zitiert in: Bernhard Hassenstein: Konrad Lorenz (1903–1989): Wissenschaftliches Werk und Persönlichkeit . In: Mitteilungen des badischen Landesverbands für Naturkunde und Naturschutz. N.F. Bd. 18, Nr. 3, 2004, S. 183, Volltext (PDF)
7. ↑  Hanna-Maria Zippelius: Die vermessene Theorie. Vieweg, Braunschweig 1992, S. 70, ISBN 3-528-06458-7.
8. 1 2  Hanna-Maria Zippelius: Die vermessene Theorie, S. 71.
9. ↑  Konrad Lorenz: Vergleichende Verhaltensforschung, S. 104
10. ↑  Wolfgang Wieser: Konrad Lorenz und seine Kritiker. Piper, München 1976, S. 52 f., ISBN 3-492-00434-2.